# Barrage de Tahtaköprü
Le barrage de Tahtaköprü (en turc : Tahtaköprü Barajı, barrage du pont de bois) est un barrage de Turquie. Il est situé à la limite des provinces de Kilis, Hatay et Gaziantep. Il est très proche de la frontière avec la Syrie. La rivière Karasu sert de frontière avec la Syrie sur quelques kilomètres en aval du barrage puis continue vers le sud pour rejoindre l'Oronte. 

## Sources
- (tr) « Devlet Su İşleri (DSİ) »